# Otumba aciculata
Otumba aciculata är en insektsart som beskrevs av Morgan Hebard 1924. Otumba aciculata ingår i släktet Otumba och familjen torngräshoppor. Inga underarter finns listade i Catalogue of Life.